# فرودگاه تیکاپور
فرودگاه تیکاپور  (به انگلیسی: Tikapur Airport) یک فرودگاه همگانی با کد یاتا TPU است . این فرودگاه در کشور نپال قرار دارد و در ارتفاع ۲۴۳ متری از سطح دریا واقع شده است.